# Árabe najdi
O árabe najdi (em árabe: اللهجة النجدية) é um conjunto de variantes de árabe originárias em Négede, região central da Arábia Saudita.
Pertencente ao ramo do árabe peninsular, é o árabe najdi não possui status oficial no país, que adota o árabe moderno padrão para fins oficiais, educacionais, comerciais e midiáticos. No entanto, a variante najdi é amplamente utilizada não só no cotidiano de Négede, como também nas regiões Oriental, Jaufe, Najrã e Fronteiras do Norte, graças aos processos migratórios internos.
Além das fronteiras sauditas, o najdi é também a principal variante árabe falada no deserto sírio do Iraque, da Jordânia e da Síria (com exceção dos oásis de Palmira e dos habitações que pontilham o rio Eufrates, onde predominam o árabe mesopotâmico), bem como a parte mais ocidental de Kuwait.
A variante najdi pode ser dividida em outros quatro subdialetos regionais: o najdi setentrional (falado na região de Hail e na região de Alcacim), o najdi misto centro-setentrional (falado em Alcacim), o najdi central (ou najdi urbano, falado na cidade de Riade e cidades vizinhas e comunidades agrícolas) e o najdi meridional (falado na cidade de Al-Kharj e cidades vizinhas e no deserto de Rub' al-Khali).

## Escrita
A língua usa naturalmente a escrita Árabe

## Fonologia

### Consoantes
Aqui está uma tabela dos sons consonantais do árabe Najdi. Os fonemas [p] ⟨پ⟩ e [v] ⟨ڤ⟩ (não usado por todos os falantes) não são considerados parte do inventário fonêmico, pois existem apenas em palavras estrangeiras e podem ser pronunciadas como /b/ e /f/ respectivamente, dependendo do falante.
|                |                | Labial | Interdental | Dental Alveolar | Dental Alveolar | Palatal | Velar | Faríngea | Glotal |
| plain          | Enfática       | Labial | Interdental |                 |                 | Palatal | Velar | Faríngea | Glotal |
| -------------- | -------------- | ------ | ----------- | --------------- | --------------- | ------- | ----- | -------- | ------ |
| Nasal Oclusiva | Nasal Oclusiva | m      |             | n               |                 |         |       |          |        |
| Oclusiva       | surda          | (p)    |             | t               | tˤ              |         | k     |          | ʔ      |
| Oclusiva       | sonora         | b      |             | d               |                 | d͡ʒ      | ɡ     |          |        |
| Africada       | surda          |        |             | ts              |                 |         |       |          |        |
| Africada       | sonora         |        |             | dz              |                 |         |       |          |        |
| Fricativa      | surda          | f      | θ           | s               | sˤ              | ʃ       | x~χ   | ħ        | h      |
| Fricativa      | sonora         | (v)    | ð           | z               | ðˤ              |         | ɣ~ʁ   | ʕ        |        |
| Vibrante       | Vibrante       |        |             | r               |                 |         |       |          |        |
| Semivogal      | Semivogal      |        |             | l               |                 | j       | w     |          |        |

Notas:
- /ɡ/ é o reflexo moderno do clássico /q/ ⟨ق⟩, embora /q/} } pode aparecer em algumas palavras emprestadas de Moderno Árabe Padrão e nomes próprios, como em القرآن [alqurˈʔaːn] ('Alcorão') e قانون [qaːnuːn] ('lei').[7]
- A distinção entre o Árabe Clássico ⟨ﺽ⟩ e ⟨ظ⟩ foi completamente perdido em Najdi árabe, e ambos são realizados como [ðˤ].[8] /tˤ/ às vezes é dublado.[6]
- Os fonemas /ɣ/ ⟨غ⟩ e /x/ ⟨خ ⟩ podem ser realizadas como fricativas uvulares [ʁ] e [χ] respectivamente.
- Os dialetos do norte e do centro apresentam as africadas [t͡s] e [d͡z] como variantes alofônicas das oclusivas velares /k/ e /ɡ/ , respectivamente, particularmente no contexto de vogais anteriores, por exemplo. كَلْب [t͡salb] ('cachorro').[9][8][10] O nivelamento de dialetos como resultado da influência das variedades de prestígio baseadas em Riad fez com que os alofones africados se tornassem cada vez menos comuns entre os falantes mais jovens.[10]
- Historicamente, /ʔ/ foi excluído. Agora aparece apenas em empréstimos do árabe clássico; no meio da palavra, essa exclusão vem junto com o alongamento de vogais curtas.[11]

### Vogais
{
- [baʕad] |baʕad-hum jsulifuːn |still-3PL talk.IMPERF.3PL |'eles ainda estão falando'

|baʕad-hum hnaj'já |still.3PL aqui |'eles ainda estão aqui'
- [maː baʕad] |maː baʕad ligeːt aħdin jwasˤsˤilha |NEG ainda find.PERF.1SG qualquer um send.IMPERF.3SG |'Ainda não encontrei ninguém para enviar'

|ila l-ħiːn maː 'baʕad garrart ʃajj |para agora NEG ainda decide.PERF.3SG coisa |'até agora Ainda não decidi nada'
- [taww] |taww nuːrah hnajja |just Nurah aqui |'Nurah estava aqui'

|taww-ih d͡ʒaːj |just.3SG chegar.IMPERF.3SG |'ele acabou de chegar'
Além destes, [d͡zid] ('já') pode ocorrer antes do verbo principal  para transmitir que algo foi feito, mas não é mais o caso (equivalente ao “experiential perfect” em inglês). Existem vários significados de [d͡zid]  dependendo do contexto:
- 'havia feito' quando ocorre com um ponto de referência passado
- 'tem feito' quando ocorre com um ponto de referência presente
- 'já' quando a ação realmente ocorreu antes do momento do enunciado
- 'nunca' com uma frase negativa que tem um ponto de referência presente
- 'sempre' com uma frase interrogativa com um ponto de referência presente.

Os seguintes exemplos mostram o uso da partículae [d͡zid]:
|hu d͡zid ritsib |ele EXP cavalgar.PERF.3SG |'Ele cavalgou' 
|int d͡zid' d͡ʒiː-ta-hum gabul |você já veio.PERF.2SG.3PL antes |' Você já os visitou antes' (eu penso que)'
|maː  d͡zid ʃif-t-ih |NEG EXP ver.PERF.1SG-3SG |'Nunca o vi'
|ana laħaɡ-t-kum laːkin d͡zid taʕaddeː-tu l-kullijjah |Eu sigo PERF-1SG-2PL mas EXP pass.PER-.2PL DEF-college |'Eu vim atrás de você, mas você já tinha virado a esquina da faculdade'
Além disso, o aspecto progressivo é marcado pela partícula [qaʕid] ('gerúndio').This is particle is also a feature of nearby Arabic dialects, including other dialects of Saudi Arabia, as well as Kuwait, Bahrain, Qatar, United Arab Emirates, and Oman (Holes 1990)</ref> A partícula [qaʕid] aparece com um verbo no aspecto imperfectivo, mas não pode aparecer com um verbo no aspecto perfectivo, como mostrado nas duas frases a seguir:
|ɡaʔid ja-ɡra al-kitaab |AUX 3SG.MASC-ler.IMPERF DEF.book |'ele está lendo o livro'
|*ɡaʔid ɡara al-kitaab |AUX ler.PERF.3SG DEF-book |'ele está lendo o livro'
O aspecto progressivo em Najdi árabe (assim como outros dialetos é expresso pela forma imperfectiva do verbo, muitas vezes precedido pela partícula ativa [qaʕid].Holes (1990)  Os exemplos a seguir ilustram o uso de [qaʕid] para expressar o aspecto progressivo:
|qaʕid aːlʕab kuːrah |gerúndio.ACT.PTCP.3SG.M jogar.IPFV.3SG.M futebol |'Estou jogando futebol'
|qaʕid ʔamʃiː |gerúndio.ACT.PTCP.3SG.M anda.IPFV.3SG.M n |'Estou andando' 